# Малицкий, Игорь Фёдорович
Игорь Фёдорович Малицкий (укр. Ігор Федорович Малицький (Маліцький); 12 февраля 1925 — 23 ноября 2021) — учёный в области технологии и сборочных процессов в машиностроении, заведующий кафедрой технологии машиностроения Украинской инженерно-педагогической академии (1979—1989). Отличник образования Украины, кандидат технических наук. Почётный гражданин города Харькова (2017).
Бывший узник нацистских концлагерей, антинацистский деятель, заместитель главы, глава Харьковского областного совета борцов антинацистского сопротивления, бывших узников нацистских концлагерей. Принимал активное участие в воспитании молодёжи.

## Семья
Родился в г. Харькове, в семье служащих. Отец — Малицкий Фёдор Григорьевич (1900—1943), командир Красной армии, партработник, репрессирован в 1938 г., реабилитирован в 1980 г. Мать — Малицкая Ефросиния Ивановна (1892—1948).
Супруга — Малицкая (Пархоменко) Надежда Дмитриевна (1929—2000).
Сын Юрий Игоревич (1952). Дочь Ольга Игоревна (1958).

## Образование
Средняя школа № 30 г. Харькова (1933-1941), окончил 8 классов. После демобилизации вечерняя школа.
Харьковский горный институт, машиностроительный факультет, специальность горная электромеханика, инженер-электромеханик, с отличием (1951-1956).
 Кандидат технических наук (1965).
Доцент (1969).
Владел  немецким языком.

## Профессиональная деятельность
Начальник рудоремонтных мастерских Дмитроуглестроя, г. Александрия (1956-1957).
Зав лабораторией кафедры технологии горного машиностроения горного института (1957-1964).
Очная аспирантура (1961–1964).
 Украинский заочный политехнический институт (1964-настоящее время) на должности старшего преподавателя, доцента, заведующего кафедрой, профессора. Заведующий кафедрой технологии машиностроения (01.09.1979-30.10.1989).
Научный руководитель подготовки аспирантов с 1986.
Был начальником спортивно – оздоровительного лагеря «Буймеровский».
Активно участвовал в выполнении хоздоговорной научной тематики по сборке и разборке соединений с натягом тепловым методом. Руководил разработкой, изготовлением и внедрением в производство сборочных автоматов, полуавтоматов и автоматических линий на предприятиях СССР и зарубежья. Общее количество внедрений 98.
Опубликовал более ста научных трудов, более 80 учебных пособий, автор 15 авторских свидетельств и патентов.
Подготовил шесть кандидатов технических наук.

## Антинацистская деятельность
Во время оккупации до марта 1942 г находился в г. Харькове. В 1943 г. был забран немецкими оккупантами для отправки в Германию. Бежал на территории Чехословакии, арестован, отправлен в тюрьму г. Кладно.
Концентрационный лагерь Терезин до 05.1944. Концентрационный лагерь Освенцим до 08.1944. Концентрационный лагерь Маутхаузен, затем (12.1944) его филиал «Линц 3». В начале мая 1945 г. принял участие в восстании и с группой заключённых ушёл навстречу Красной армии.
Служба в Красной армии в артиллерии (05.1945 — 06.1950) сначала в Австрии, а с 1946 г. в Германии (ГСОВГ). Окончил срочную службу старшим сержантом. Затем был капитаном.
С 1963 года — заместитель главы, глава Харьковского областного совета борцов антинацистского сопротивления, бывших узников нацистских концентрационных лагерей. Принимал активное участие в воспитании молодёжи.

## Награды
- Орден Красной Звезды
- Трижды был участником выставки  ВДНХ СССР, в 1964 г. был удостоен бронзовой медали ВДНХ СССР и отмечен приказом министра Министерства высшего и среднего специального образования УССР.
- Грамота Министерства высшего и среднего специального образования СССР (1983).
- Грамоты Министерства высшего и среднего специального образования УССР (1985, 1989).
- Медаль  «Ветеран труда» (1984).
- Знак «Отличник образования» Украины (1998).
- Диплом «Высшая школа. Лучшие имена».
- Орден "За заслуги" II степени (2015).
- Неоднократно грамоты Харьковского областного совета за весомый вклад в развитие ветеранского движения, военно-патриотического воспитания молодёжи, преданность делу, активную жизненную позицию.
- Почётный гражданин города Харькова (2017)[2].
- Медали СССР.

## Публикации
- Маліцький, І. Ф. Технологія машинобудування: навч. посібник для машинобуд. спец.. — Укр. інж.-пед. акад.. — Х.: Точка, 2011. — 153 с.

- Маліцький, І. Ф. [та ін.] Технологія машинобудування: навч. посібник для студ. вищ. навч. закладів напряму підготовки "Професійна освіта". Ч. 1: Основи технології та технологічних процесів механообробки. — Укр. інж.-пед. акад., Каф. інтегрованих технологій в машинобудуванні та зварювального виробництва.. — Х.: НТМТ, 2013. — 204 с.

- Маліцький, І. Ф. [та ін.] Технологія машинобудування: навч. посібник для студ. вищ. навч. закладів напряму підготовки "Професійна освіта". Ч. 2: Основні технологічні процеси виготовлення апаратів та машин хімічних і нафтогазових виробництв. — Укр. інж.-пед. акад., Каф. інтегрованих технологій в машинобудуванні та зварювального виробництва.. — Х.: НТМТ, 2013. — 230 с.

- Малицкий И.Ф. Тернистый путь. Мы победили смерть. Воспоминания харьковчан - бывших узников фашистских концлагерей. — Харьк. нац. университет им. В.Н. Каразина, Харьк. обл. совет борцов антифашистского сопротивления, 2005. — 95-107 с.

## Интересные факты
- Малицкий И.Ф. являлся старейшим действующим преподавателем Украинской инженерно-педагогической академии.
- Освоил персональный компьютер после 80 лет, сам верстал свои учебные пособия, являлся более квалифицированным пользователем ПК, чем среднестатистический студент.